# Besaparski ridove
Besaparski ridove (bulgariska: Бесапарски ридове) är en ås i Bulgarien.   Den ligger i regionen Pazardzjik, i den centrala delen av landet, 110 kilometer sydost om huvudstaden Sofia.
Trakten runt Besaparski ridove består till största delen av jordbruksmark. Runt Besaparski ridove är det ganska tätbefolkat, med 124 invånare per kvadratkilometer.